# Tsakonisch

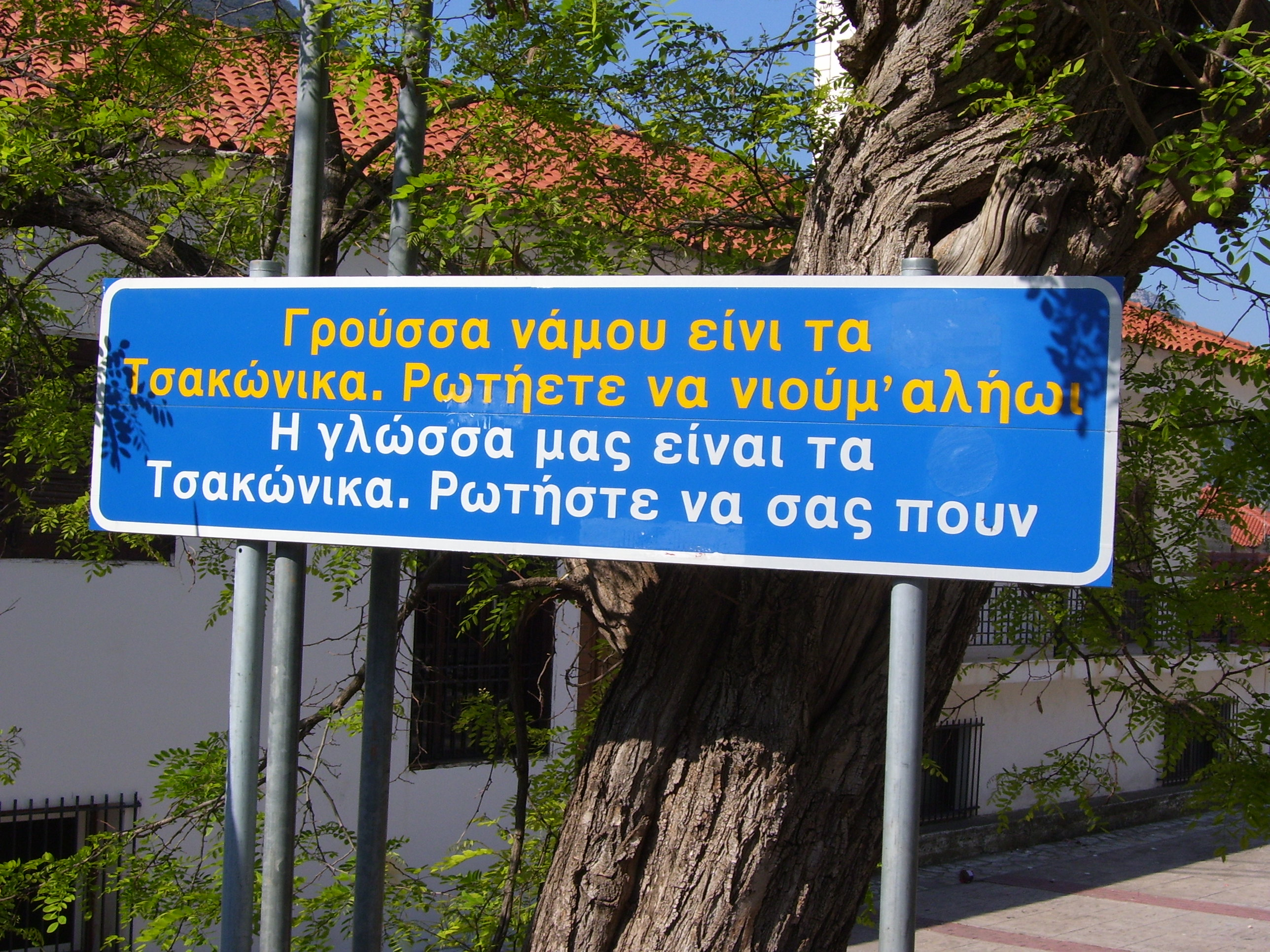
„Unsere Sprache ist Tsakonisch. Fragt Leute, dass sie es mit euch sprechen“. Ein zweisprachiges Schild (Tsakonisch und Neugriechisch) im Dorf Leonidi

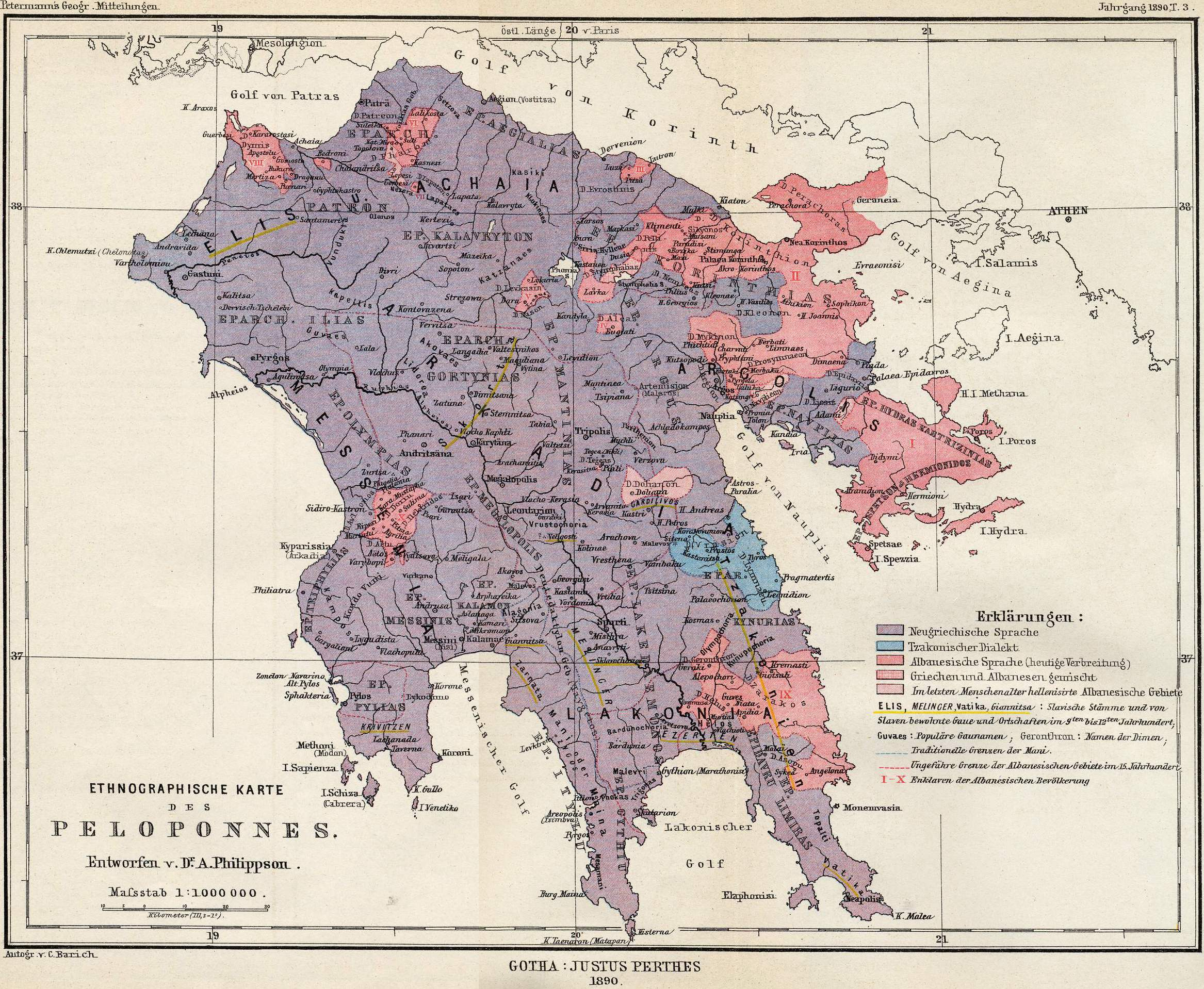
Ethnografische Karte der Peloponnes (Alfred Philippson) 1890 mit dem tsakonischen Sprachraum in hellblau

Zakonisch oder Tsakonisch (griechisch Τσακωνική διάλεκτος Tsakoniki dialektos) ist eine griechische Sprache, die noch in wenigen Dörfern der Regionen Lakonien und Arkadien auf der Peloponnes aktiv gesprochen wird. Tsakonisch ist die einzige noch heute gesprochene griechische Varietät, die sich nicht aus der hellenistischen Gemeinsprache (Koine), sondern aus dem antiken dorischen Dialekt entwickelt hat.
Wiederentdeckt wurde das Tsakonische durch den französischen Gelehrten Jean-Baptiste Gaspard d’Ansse de Villoison auf dessen Griechenlandreise (1784–1786). Erstmals gründlich erforscht wurde es durch den Deutschen Michael Deffner, der 1881 eine Zakonische Grammatik herausgab, und durch den Kreter Georgios N. Chatzidakis.
Typische Merkmale des Tsakonischen sind:
1. Rhotazismus: Wandel des [⁠s⁠]-Auslautes in [⁠r⁠], wenn der Anlaut des nachfolgenden Wortes vokalisch ist. Beispiele: ταρ αμερί (της ημέρας), καλέρ ένι (Καλός είναι), πούρ επέτσερε (πώς είπες)
2. Erhalt des dorischen ā [a:]: αμέρα (ημέρα), ψαφού (ψηλαφώ)
3. Wandel des [⁠θ⁠] in [⁠s⁠]: σάτη (θυγάτηρ), σέρι (θέρος)
4. Erhalt des Digamma-Anlautes ([w]) im Wort: βάννε ← Ϝαρήν (αρνί)